# شرکت نفت خلیج کویت
شرکت نفت خلیج کویت (انگلیسی: Kuwait Gulf Oil Company) شرکت نفت و گاز کویتی است، که در سال ۲۰۰۲ توسط مؤسسه نفت کویت تأسیس شد. این شرکت مدیریت بر مخازن زیرزمینی موجود در منطقه بی‌طرف عربستان سعودی و کویت را برعهده دارد.